# Томпсон, Пол (хоккеист)
Пол Эйван Томпсон (англ. Paul Ivan Thompson; 2 ноября 1906, Калгари — 13 сентября 1991, Калгари) — канадский хоккеист и тренер, трёхкратный обладатель Кубка Стэнли. Младший брат Тайни Томпсона.

## Биография

### Карьера

#### Игровая карьера
В 1926 году присоединился к клубу НХЛ «Нью-Йорк Рейнджерс», в котором отыграл пять сезонов, выиграв в 1928 году первый в истории клуба Кубок Стэнли. В следующем году его «Рейнджерс» играл в Финале Кубка Стэнли против «Бостон Брюинз», ворота которого защищал его старший брат Тайни; это стало первым случаем в НХЛ, когда братья «вратарь-нападающий» играли друг против друга. По итогам финальной серии «Брюинз» выиграли 2-0 и завоевали свой первый в истории Кубок Стэнли.
Перед сезоном 1931/32 был обменян в «Чикаго Блэкхокс», в котором сыграл восемь сезонов, выиграв в 1934 и 1938 годах два Кубка Стэнли. Его последним сезоном в карьере стал сезон 1938/39, по окончании которого он завершил карьеру в возрасте 30 лет.

#### Тренерская карьера
Был главным тренером команд «Чикаго Блэкхокс» (1938—1944) и «Ванкувер Кэнакс» (1945—1947), представлявший в те годы Хоккейную лигу Тихоокеанского побережья.

### Смерть
Скончался 13 сентября 1991 года в Калгари на 85-м году жизни.